# Castell de Tarrés
El Castell de Tarrés és un edifici del municipi de Tarrés (Garrigues) declarat bé cultural d'interès nacional.

## Descripció
Actualment no queda res del castell que dominava originàriament la població de Tarrés des de l'oest. En el seu emplaçament hi ha un vell transformador d'energia elèctrica bastit sobre una roca que ben bé hauria pogut ser la base de la fortalesa. A l'oest, molt probablement hi havia un fossat que separava l'esperó on era la fortificació del serrat i que ha estat força modificat per la construcció d'un camí que porta al nou transformador i al dipòsit d'aigua.

## Història
El primer esment del castell de Tarrés és de l'any 1226, en què Ramon de Boixadors, feudatari del comte de Barcelona, juntament amb la seva muller Ermessenda i llurs fills, concedí a un grup de pobladors diverses terres al castell de Tarrés. L'any 1149, poc abans de la capitulació de Lleida, el comte de Barcelona Ramon Berenguer IV concedí a Ramon de Boixadors i a la seva esposa una terra erma al lloc de Tarrés amb la condició de construir-hi una fortalesa i repoblar el terme. A partir d'aleshores apareix concedint diversos quadres i llocs del terme de Tarrés a diferents repobladors. El 1245 es dona el castell i les seves terres al monestir de Poblet de qui dependran fins al s. XIX.